# Hermanos Pinzón

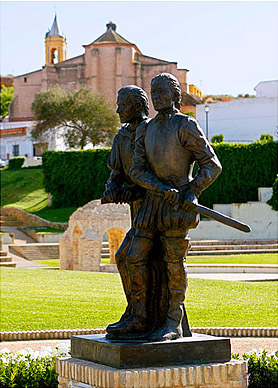
Estatua de los hermanos Martín Alonso Pinzón, capitán de la Pinta, y Vicente Yáñez Pinzón, capitán de la Niña, en Palos de la Frontera, de donde eran originarios.

Los hermanos Pinzón —Martín Alonso Pinzón, Vicente Yáñez Pinzón y Francisco Martín Pinzón— fueron unos marinos y exploradores españoles de finales del siglo XV y comienzos del XVI, miembros los tres de la familia Pinzón y naturales de Palos de la Frontera (Huelva), que participaron activamente en el primer viaje de Cristóbal Colón, que tuvo como resultado el descubrimiento de América en 1492, y en otros viajes de exploración.
Fueron marinos de destacado prestigio en la comarca costera de Huelva, y gracias a sus diferentes viajes comerciales y de cabotaje adquirieron fama y una situación holgada, que les permitió gozar de respeto y reconocimiento entre sus coetáneos. La estratégica posición que ofrecía el histórico puerto de Palos, desde donde salían expediciones tanto a las costas africanas como a la guerra contra Portugal, permitió que fuera el lugar desde donde partieran la mayoría de sus armadas, organizadas, en muchas ocasiones, por esta familia.
Martín Alonso y Vicente Yáñez, capitanes de las carabelas Pinta y Niña, respectivamente, son los hermanos más conocidos, pero hay un tercero, menos popular, que iba a bordo de La Pinta como maestre: Francisco Martín. Martín Alonso fue el hombre gracias al cual se consiguió que la marinería de la zona del Tinto-Odiel se animara a participar en la empresa colombina. Asimismo apoyó económicamente el proyecto aportando dinero de su hacienda personal. Francisco, el maestre de La Pinta, parece que, además de en el primero, participó también en el tercero y cuarto de los viajes colombinos, pero, por ser su nombre muy común, sus datos biográficos se confunden con otros homónimos de su época. Por último, Vicente Yáñez, el menor de los tres hermanos, además de participar en el primer viaje de Colón, una vez finalizado el monopolio colombino, realizó otros viajes de descubrimiento por su cuenta, entre los que cabe destacar el descubrimiento del Brasil.

## El puerto de Palos a finales delsigloXV
Los hermanos Pinzón vivieron en la época de mayor esplendor del puerto de Palos (Palos de la Frontera), participando en la mayoría de las actividades que se realizaban desde dicho puerto.
El histórico puerto de Palos era fluvial, resguardado de los vientos y ataques piráticos, principales inconvenientes de los puertos marítimos. Estaba ubicado en el curso inferior del río Tinto, llamado en esta zona canal de Palos, a unos cuatro kilómetros de su desembocadura en el Atlántico y confluencia con el Odiel. Probablemente surgió de forma coetánea al crecimiento de la propia villa, siendo en sus inicios un fondeadero para pequeñas naves dedicadas, casi exclusivamente, a la pesca en playas y esteros, y a ocasionales transacciones comerciales de abastecimiento de la reducida población.

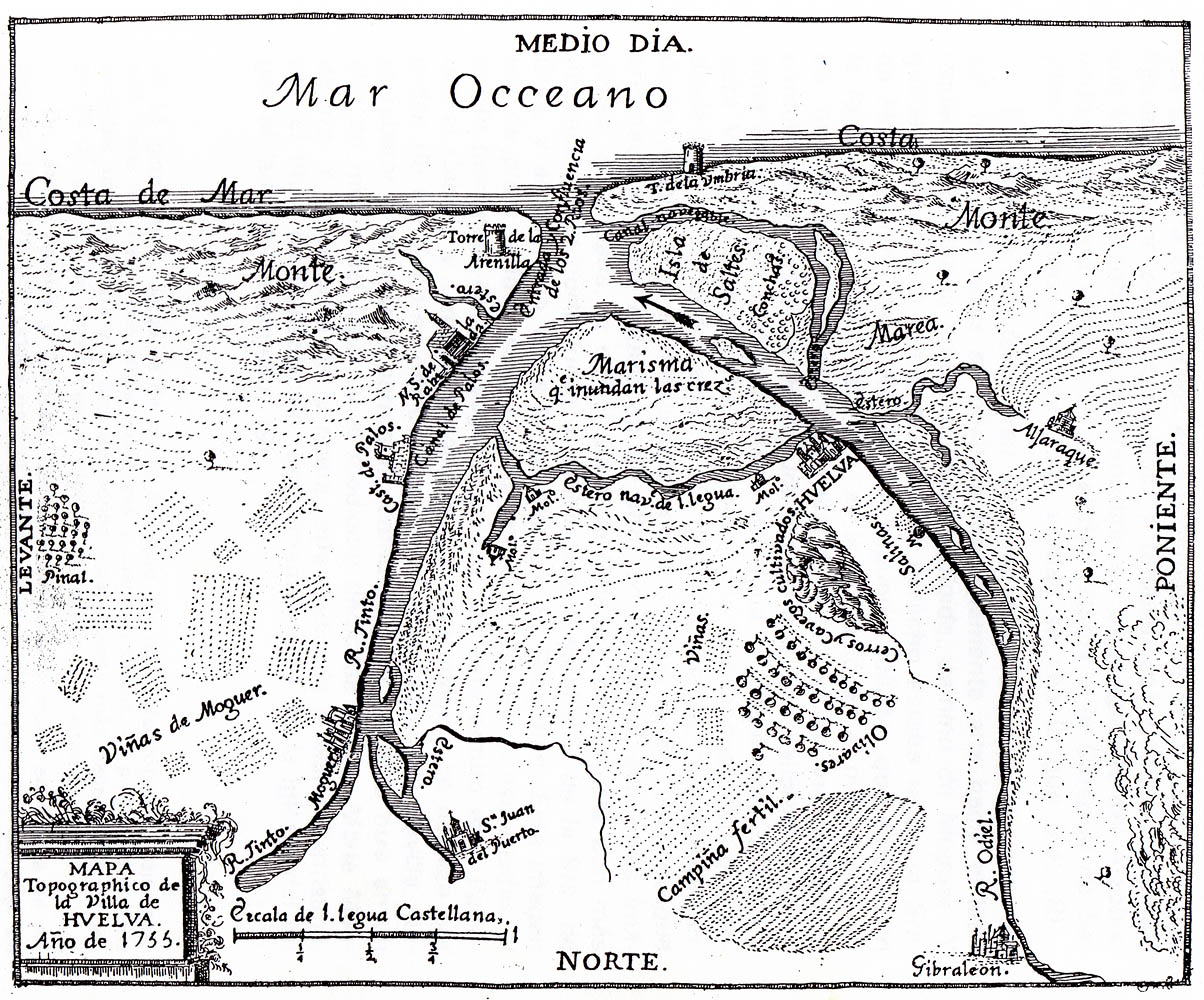
Mapa topográfico del siglo XVIII, donde se puede ver la situación del antiguo puerto de Palos

Al hablar del puerto de Palos se le suele relacionar con un puerto al uso, influidos tal vez por la imagen de un viejo muelle existente en Palos, de donde partió el vuelo del Plus Ultra, el muelle de la Calzadilla. Esto es erróneo. En las Ordenanzas Municipales de Palos (1484-1521), dedicadas en su mayoría a regular las actividades marítimas de la villa, jamás se utilizan los términos de puerto o muelle. Las carabelas palermas «aportaban a la ribera», donde se descargaban las mercancías y se procedía a la subasta o "almoneda" del pescado. Es decir, las actividades portuarias no se concentraban en un punto, sino que se repartían a lo largo de la orilla del Tinto, lo que, obviamente, es más lógico teniendo en cuenta el volumen de naves y mercancías, relativamente elevado, que debían atender.
Progresivamente, el río se convirtió en la principal vía de comunicación para los palermos, y el puerto en el eje de sus relaciones con las otras villas de la comarca. Esta orientación marítima modificó la estructura de poblamiento cónico que, alrededor de la iglesia y el castillo, se había desarrollado desde la fundación. La calle de la Ribera, que unía el núcleo del pueblo con su puerto, se convirtió en la arteria principal de la localidad, y el puerto en el auténtico corazón de la economía palerma.
En vísperas del descubrimiento de América, toda la ribera comprendida entre los actuales muelles de Palos y La Rábida debió de ser testigo de las actividades portuarias de la villa. Las carabelas anclaban en el centro del río, donde la profundidad era suficiente para sus calados, y pagaban por ello los derechos de anclaje correspondientes. Desde ellas, barcas y chinchorros cargaban o descargaban las mercancías "amarrando en la ribera". La densidad de habitantes del Puerto de Palos debió de ser similar a la del pueblo. Al menos, así cabe deducirlo de la Ordenanza Municipal que prohíbe portar armas en la Ribera por estar allí las gentes "tan aparejadas como en la Villa". A partir del primer tercio del siglo XV, el puerto de Palos experimentó un auge continuo que rebasó el estrecho marco comarcal alcanzando dimensiones internacionales, como lo atestigua el hecho de que naves inglesas, bretonas, flamencas e italianas fondearan en sus aguas con cierta frecuencia.
Siguiendo la estela de las naves portuguesas, los palermos alcanzaron las islas Canarias y Guinea, con sus ricas pesquerías y sus posibilidades comerciales con oro, especias y esclavos. Era la segunda mitad de la decimoquinta centuria y Palos llegaba a los tres mil habitantes. La alota de su puerto era la que más tributos proporcionaba al duque de Medina Sidonia, siendo su primacía tal que en ella se contrataban las pesquerías de buena parte de la comarca, e, incluso, dos palermos, Juan Venegas y Pedro Alonso Cansino, se encargaban de conceder licencias para pescar en aguas atlanticoafricanas, en la zona comprendida entre el cabo Bojador y el Río de Oro, que tenían arrendada a los Reyes Católicos.

## La familia Pinzón de Palos
Entre las familias que habitaban en Palos en el siglo XV, los Pinzón eran una de las principales estirpes. Familia de posible origen aragonés, que habrían llegado a Andalucía procedentes de la Montaña (actual Cantabria) o Asturias. Según algunos historiadores este apellido podría ser una deformación del término Espinzas o Pinzas. Sin embargo, para otros, el verdadero apellido familiar sería Martín, apellido muy extendido y de larga tradición en la localidad, nombre del abuelo, que fue marinero y buzo en Palos, al que apodaron Pinzón cuando se quedó ciego, ya que su afición a cantar recordaba a los palermos a los pájaros pinzones, a los cuales se cegaba para que su canto fuera más bello. Su hijo, también marinero e igualmente llamado Martín Pinzón, fue el padre de los tres hermanos que participaron en el Descubrimiento de América. En cuanto a la madre, se llamaba Mayor Vicente, por lo que los tres marinos eran hermanos de padre y madre, siendo sus apellidos Pinzón y Vicente.

### Martín Alonso Pinzón

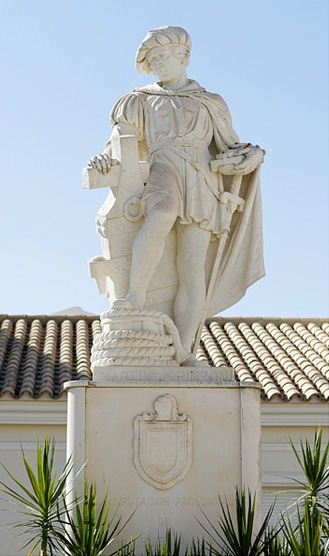
Estatua de Martín Alonso Pinzón en Palos de la Frontera

Se calcula que nació aproximadamente sobre 1441 y falleció alrededor del 31 de marzo de 1493; era el mayor de los tres hermanos y fue el capitán de la Pinta. Parece que desde muy joven navegó en las carabelas palermas como grumete. Vivió en una casa situada en el antiguo camino real a la Rábida, y contrajo matrimonio con una vecina de la localidad llamada María Álvarez. Tuvieron cinco hijos. Dos varones: Arias Pérez y Juan Pinzón, que participarían en varias expediciones por tierras americanas, y tres mujeres: Mayor, Catalina y Leonor, la pequeña, que sufría frecuentes ataques de lo que antiguamente llamaban «gota coral» y que actualmente se denomina epilepsia.
Su experiencia náutica y su liderazgo quedó patente en los pleitos colombinos, donde los testigos lo señalan como el líder de la comarca y famoso por sus batallas contra los portugueses en la guerra contra el reino lusitano. Es probable que Colón tuviera en Portugal noticias sobre Martín Alonso, ya que este era conocido por su participación en la citada guerra, además de por sus incursiones tanto en Canarias como en Guinea.
Participó como capitán de la Pinta y aportó una parte de los gastos en metálico del viaje descubridor, "medio cuento" (medio millón) de maravedís. Gracias a su reconocido prestigio como armador y marino experto se consiguió enrolar a la tripulación necesaria para el primer viaje colombino, ya que tenía una destacada influencia en toda la comarca del Tinto-Odiel.
El 23 de mayo de 1492 se leyó a los vecinos de Palos la real provisión por la cual se ordenaba, a ciertos vecinos, entregar dos carabelas a Colón y partir con él en el viaje que iba a realizar «por mandado de Sus Altezas». La villa acata la decisión real pero no la cumple. Los marinos palermos desconfiaban de embarcarse en aquella aventura con un desconocido como lo era Colón para aquellas gentes. Independientemente de la mayor o menor credibilidad de las ideas colombinas, los hombres de Palos difícilmente secundarían al genovés a no ser que le acompañara algún navegante respetado en la villa. La aventura, arriesgada y, sobre todo, de ganancia incierta, no presentaba grandes atractivos. La oposición y la indiferencia por el proyecto colombino fueron generalizados.

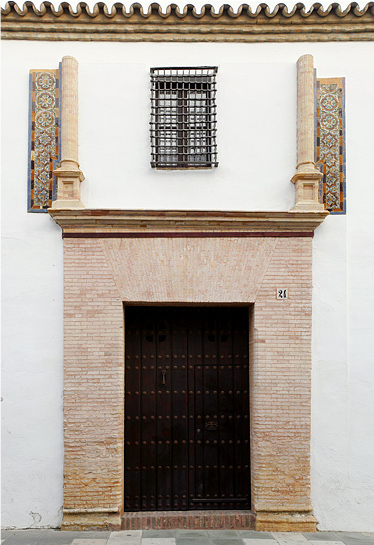
Casa Museo de Martín Alonso Pinzón en Palos de la Frontera

Los franciscanos de La Rábida pusieron en contacto al genovés con el marino palermo. También Pero Vázquez de la Frontera, viejo marino de la villa muy respetado por su experiencia, y amigo de Martín Alonso, influyó de manera importante para que el mayor de los Pinzón se decidiera a apoyar la empresa, no solo moralmente sino también económicamente. Martín Alonso desechó los barcos que había embargado Colón y despidió también a los hombres que este había enrolado, aportando a la empresa dos carabelas, la Pinta y la Niña, ya que sabía que eran muy veleras y «aptas para el oficio de navegar» porque las tenía arrendadas. Además, fue por Palos, Moguer y Huelva, convenciendo a sus parientes y amigos de que se enrolasen, consiguiendo con ello la mejor tripulación posible. Capitaneó la carabela Pinta, desde la cual Rodrigo de Triana avistó la tierra americana. 
Colón, en su diario, habló favorablemente de Pinzón en diversas ocasiones. Sin embargo, una vez descubiertas las Indias, la relación entre ambos cambió radicalmente a partir del 21 de noviembre de 1492, cuando Martín Alonso se separa de Colón. El ya almirante lanzó contra Pinzón serias acusaciones de deserción (y no solo contra Martín Alonso, sino también contra sus hermanos; incluso contra Vicente, que le había socorrido cuando la Santa María naufragó); sin embargo, tanto en testimonios de los pleitos colombinos, como parte de la historiografía especializada e investigadores, no concuerdan con que estos hechos ocurrieran así. Asimismo tampoco consta ninguna acusación contra Pinzón en las cartas anunciando el descubrimiento que Colón escribió al regreso de su primer viaje.
En el viaje de regreso la carabela de Pinzón se volvió a separar a causa de una tormenta, y Pinzón llegó al puerto de Bayona antes de que Colón arribara a Lisboa. Parece que Martín Alonso, una vez que llegó a Bayona, trató de enviar noticias a los monarcas de los descubrimientos y exploraciones realizadas. De Bayona se dirigió a Palos, llegando al puerto de partida el día 15 de marzo de 1493.
Para Martín Alonso el viaje de regreso fue letal, ya que padecieron una gran tormenta, por lo que el cansancio acumulado reactivó las fiebres recurrentes que padecía y falleció a los pocos días de regresar de las nuevas tierras descubiertas. De hecho, le desembarcaron en una parihuela y, como venía enfrentado a Colón, sus amigos le llevaron a una finca que tenía en los límites entre Palos y Moguer. Tal vez su hijo, Arias Pérez Pinzón, no le llevó a su casa de Palos para protegerlo, puesto que Colón lo había amenazado. O tal vez porque no se llevaba bien con Catalina Alonso, la mujer que convivía con su padre desde que enviudó y de la cual pudo tener otros dos hijos ilegítimos: Francisco e Inés Pinzón. Según los testimonios, fue trasladado a La Rábida, donde falleció y fue sepultado, como era su voluntad.

### Francisco Martín Pinzón
Nació alrededor de 1445 y falleció aproximadamente en 1502. Era el segundo de los hermanos y participó como maestre, o sea, segundo de a bordo, en la carabela Pinta cuando desde esta se descubrió América. Si bien es el marino menos conocido de los hermanos Pinzón, no tuvo una participación menor en los diferentes viajes, tanto de descubrimiento como al servicio de la Corona. 
Su historia personal y familiar es confusa, ya que tuvo varios parientes que llevaban su mismo nombre, por lo que los historiadores suelen confundirlos con frecuencia. No obstante, parece ser que estuvo casado con Juana Martín y tuvo al menos una hija, que aparece en la documentación como «huérfana y pobre».
Con su hermano Vicente, hizo varios viajes a Italia y África en servicio de la Corona. En noviembre de 1493 protagonizó un asalto en la costa de Argel, junto a Juan de Sevilla, Rodrigo de Quexo y Fernando Quintero. En 1496 llevó dineros y bastimentos a las tropas españolas que combatían en Nápoles. Posteriormente participó de nuevo en dos de los viajes colombinos, el tercero y el cuarto, donde, según el testimonio de su compañero en muchas expediciones, Rodrigo Álvarez, fallece ahogado.

### Vicente Yáñez Pinzón
Nació aproximadamente en 1462 y falleció alrededor de septiembre de 1514; era el menor de los hermanos. Participó como capitán de La Niña en el viaje descubridor. Realizó otros descubrimientos por su cuenta. Está considerado historiográficamente como el descubridor del Brasil.
Era el más joven, con diferencia, de los hermanos Pinzón. Es probable que tomase el sobrenombre Yáñez de Rodrigo Yáñez, un alguacil de Palos que sería su padrino, como era la costumbre del lugar. La tradición en Palos indica que vivió en la calle de la Ribera. Desde pequeño aprendió el arte de navegar de su hermano mayor, y participó desde su adolescencia en combates y asaltos, ya que le tocó vivir tiempos de guerra. Se casó dos veces, la primera con Teresa Rodríguez, que le dio dos hijas: Ana Rodríguez y Juana González. La segunda, al regreso de su último viaje a Yucatán, en 1509, con Ana Núñez de Trujillo, con la que convivió en Triana hasta su muerte.
Las primeras noticias documentadas sobre Vicente Yáñez son varias denuncias sobre asaltos a naves aragonesas que realizó, algunos con su hermano mayor, desde que tuvo sólo quince años. Fue entre los años 1477 y 1479, época de guerra civil y con Portugal, en la que Palos participó activamente y por la que su habitual escasez de trigo se vio agravada. Los vecinos se quejaban de pasar hambre y las órdenes reales a varios lugares de que permitieran el abastecimiento de cereales a Palos fueron desobedecidas. Por ello, los Pinzón, asumiendo sus responsabilidades como líderes naturales de la comarca, atacaron carabelas que transportaban fundamentalmente trigo.
Vicente apoyó en seguida a su hermano cuando este decidió respaldar la empresa de Colón. Junto con su hermano, consiguió que los hombres de la comarca del Tinto-Odiel se enrolasen en la arriesgada navegación. Fue elegido capitán de la Niña y tuvo destacadas actuaciones durante el viaje. Entre ellas está sofocar, junto con su hermano mayor, algunos conatos de amotinamiento, y el auxilio que prestó, tanto a Colón como a sus compañeros, cuando naufragó la Santa María. El almirante realizó todo el viaje de regreso en la carabela que había capitaneado Vicente, quien prestó toda la ayuda necesaria para que llegara a buen fin dicho regreso.
Realizó varias expediciones más a tierras americanas, participando en los denominados «viajes menores», siendo el más importante la expedición en la que descubrió la desembocadura del río Amazonas y, por tanto, Brasil, a comienzos de 1500. Posteriormente volvió al Caribe con la misión de buscar un paso al océano Pacífico; exploró toda la costa de Centroamérica y de la península de Yucatán. Según el cronista Fernández de Oviedo, Vicente Yáñez murió en el año 1514, probablemente a fines de septiembre, sin que se sepa exactamente el lugar donde fue enterrado, seguramente en el cementerio de Triana.

## Los Pinzón y el descubrimiento de América
La participación de los Pinzón fue crucial para la empresa descubridora, ya que nadie estuvo dispuesto a enrolarse con Colón hasta que el mayor de los hermanos, Martín Alonso, rico y afamado armador de la zona, dio su apoyo a la empresa.
Desde que Martín Alonso se decidió a apoyar la empresa, emprendió una decidida campaña en favor de la misma y, gracias a su apoyo, el de sus hermanos y otras destacadas familias de marinos de la zona, se consiguió reclutar a los hombres necesarios para aquella empresa, marineros de Palos, de Huelva y hasta de fuera de Andalucía. Los testimonios en los pleitos colombinos señalan cómo los Pinzón, sobre todo Martín:

... traía tanta diligencia en allegar la gente é animalia, como si para él y para sus hijos hobiera de ser lo que se descubriese.

Entre estas familias se contó con la destacada colaboración de los Niño, de Moguer, que con su prestigio e influencia hicieron posible que los hombres de Moguer se unieran a la empresa.

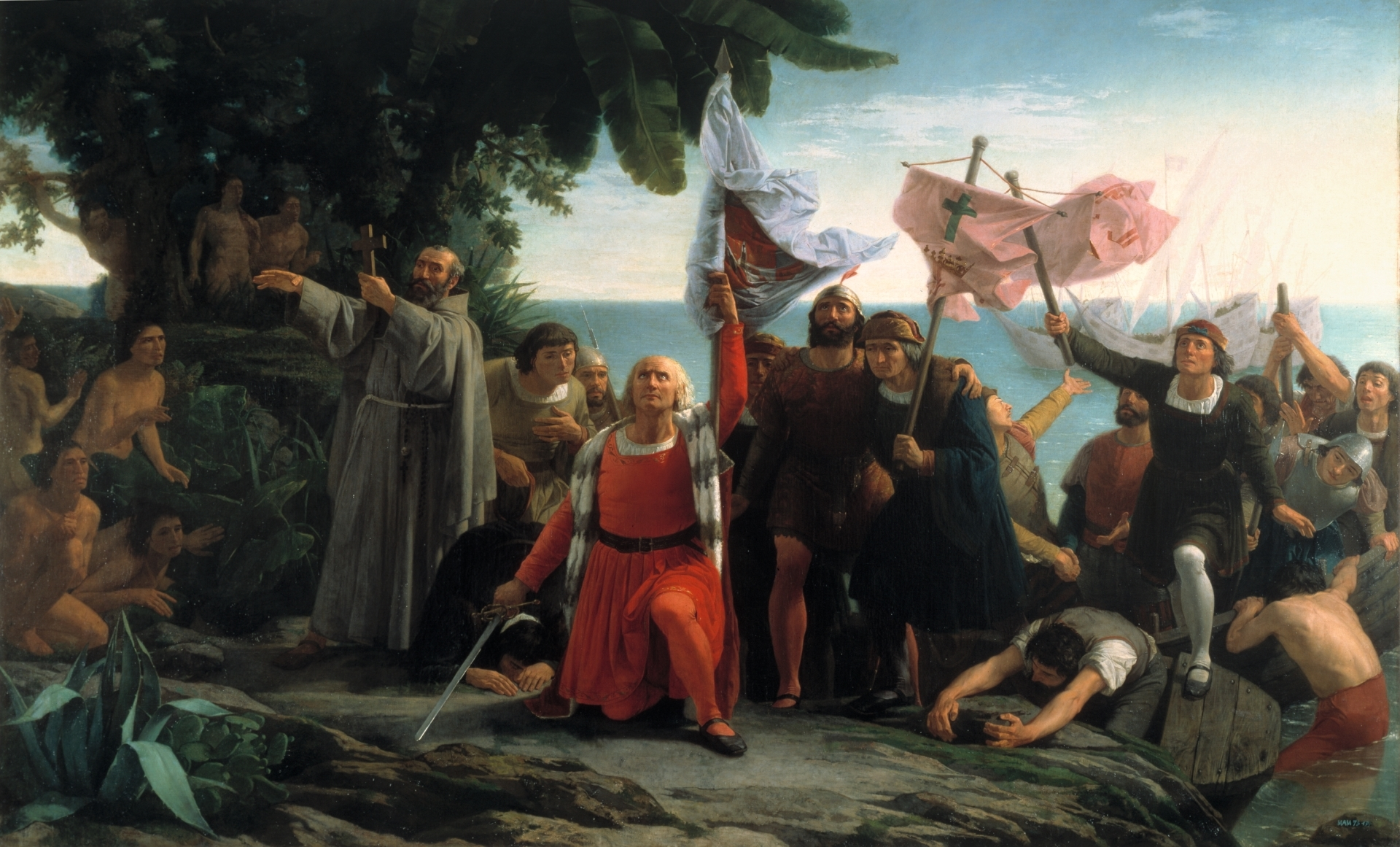
Primer desembarco de Cristóbal Colón en América, en el que toman posesión de La Española para la Corona de Castilla. Pintura de Dióscoro Puebla, (Exposición Nacional (1862), Medalla de Primera clase).

Durante el viaje descubridor mostraron en varias ocasiones sus dotes como expertos marinos y como líderes, ya que supieron resolver las más diversas y difíciles situaciones, por ejemplo cuando antes de llegar a las Canarias se rompió el timón de la Pinta y fueron capaces de seguir navegando, o cuando Colón entre el 6 y el 7 de octubre de 1492 no fue capaz de restablecer la disciplina entre la cansada y desanimada tripulación de la Santa María, el mayor de los Pinzón con sus dotes de mando consiguió resolver la situación. Martín Alonso sugirió a Colón el cambio de rumbo el 6 de octubre de 1492. Este cambio llevó a la expedición a Guanahani, en las Bahamas, el 12 de octubre de 1492. Cuando naufraga la Santa María el 25 de diciembre, Vicente Yáñez al mando de La Niña acude al rescate de los compañeros que se encontraban en aquella difícil situación.
Por estas y otras actuaciones, los hermanos Pinzón tienen un lugar destacado en la historia del descubrimiento de América, y son considerados por los historiadores como "codescubridores de América", ya que sin su ayuda y apoyo, Colón probablemente no habría podido llevar a término la empresa descubridora, al menos en aquella época y en aquel lugar.

## Otros viajes
Si bien el mayor de los Pinzón, Martín Alonso, falleció a los pocos días del regreso de la primera expedición colombina, no se acabó aquí la participación de los Pinzón en los posteriores viajes y expediciones a las nuevas tierras descubiertas y otros destinos. Además, Francisco y Vicente hicieron varios viajes a Italia y África en servicio de la Corona. 
En noviembre de 1493, Francisco protagonizó un asalto en la costa de Argel, junto a Juan de Sevilla, Rodrigo de Quexo y Fernando Quintero. En 1496 llevó «dineros y bastimentos» a las tropas españolas que combatían en Nápoles. En 1498 Francisco participó en el tercer viaje de Colón, en el que el Almirante llegó por primera vez a la tierra continental americana. Fue en ese mismo año cuando la Corona decidió acabar con el monopolio descubridor de Colón y permitir que otros marinos fueran a descubrir. A esta serie de viajes realizados por otros marinos se les conoce como viajes andaluces, viajes menores o viajes de descubrimiento y rescate. En uno de los primeros de estos viajes, Vicente, después de capitular con la Corona, el 19 de noviembre de 1499 salió del puerto de Palos con cuatro pequeñas carabelas. Le acompañaban muchos parientes y amigos, entre ellos el famoso físico de Palos Garcí Fernández, que había apoyado a Colón en los preparativos del primer viaje cuando nadie lo hacía, y cómo no, su hermano Francisco. En este viaje descubrieron las costas nororientales del actual Brasil y la desembocadura del río Amazonas. El 5 de septiembre de 1501 la Corona firma con Vicente una capitulación en la que, entre otras cosas, le nombran Capitán y Gobernador del cabo de Santa María de la Consolación.
En 1502 Francisco vuelve a embarcar con el almirante Colón en su cuarto y último viaje. Fue en esta expedición en la que se supone que el mediano de los Pinzón murió ahogado. Su hermano Vicente siguió visitando en varias ocasiones tierras americanas para cumplir con sus obligaciones de Capitán General y Gobernador. También participó como experto convocado por la Corona en la Junta de Navegantes de Burgos de 1508 para retomar de nuevo el tema de la búsqueda de un paso hacia las islas de las Especias. El último viaje del capitán palermo fue con Juan Díaz de Solís, en el que recorrieron las costas de Darién, Veragua y Paria, actuales de Venezuela, Colombia, Panamá, Costa Rica, Nicaragua, Honduras y Guatemala. No habiendo encontrado el paso buscado, rodearon la península de Yucatán y se adentraron en el golfo de México hasta los 23,5º de latitud norte, protagonizando uno de los primeros contactos europeos con la civilización azteca.

Armas concedidas a los Pinzón

Al regreso de ese viaje, Vicente Yáñez se casó por segunda vez y se estableció en Triana. Testificó en 1513 en contra de las tesis de la familia Colón en el pleito que esta familia había iniciado contra la Corona. En 1514 se le ordenó acompañar a Pedrarias Dávila al Darién, pero Vicente Yáñez, que se encontraba enfermo, pidió que se le excusara. Era el 14 de marzo de 1514, y este es el último documento en que se menciona al menor de los Pinzón.

## Escudo de armas concedido por Carlos V
En 1519 Juan Rodríguez Mafra encabeza una petición para que el emperador conceda escudo de armas a los Pinzón y otros marinos de Palos, exponiendo la lamentable situación en que se hallaban los descendientes de estos marinos, que tantos servicios habían ofrecido a la Corona. El emperador Carlos V finalmente concedió a los Pinzón, sus descendientes y familiares las siguientes armas:

... por la presente vos hacemos merced e queremos que podáis tener e traer por vuestras armas conocidas tres carauelas al natural en la mar e de cada una ellas saga una mano mostrando la primera tierra que así fallaron e descubrieron en un escudo tal como este... ... e por orla del dicho escudo podays traer e trayays unas ancoras e unos coraçones las quales dichas armas vos damos...
Archivo de Indias.